# Teorias dos movimentos sociais
Teorias dos movimentos sociais são o conjunto de abordagens sociológicas e de outras ciências humanas sobre o fenomeno social denominado movimento social.
As mais conhecidas abordagens dos movimentos sociais são as chamadas "tradicionais", como a abordagem funcionalista, comportamentalista, entre outras, e as mais recentes, como a abordagem da mobilização de recursos, a das oportunidades políticas, a dos novos movimentos sociais e a marxista. Essas últimas são as que ficaram em evidência especialmente a partir dos anos 1960, com exceção do marxismo que é anterior, mas pouco abordava os movimentos sociais (excluindo os movimentos de classes sociais, que, para alguns autores, não se incluem nessa categoria). A chamada teoria da mobilização de recursos e a teoria do processo político são hegemonicamente norte-americanas e a chamada teoria dos novos movimentos sociais é hegemonicamente europeia, enquanto que a concepção marxista é desenvolvida em diversos países e continentes.
A teoria da mobilização de recursos tem como principais representantes Olson, Oberschall, McCarthy e Zald e sua principal tese é referente aos recursos (financeiros, humanos e de infraestrutura)como elemento fundamental para existência e sucesso de um movimento social.
A teoria do processo político ou das oportunidades políticas tem como principais representantes Sidney Tarrow, Charles Tilly, e os demais adeptos da teoria da mobilização de recursos, pois essa abordagem é uma mutação desta. O seu foco na análise dos movimentos sociais é na questão do Estado e das oportunidades políticas em determinados contextos conjunturais.
A teoria dos novos movimentos sociais tem um conjunto enorme de representantes, com destaque para Alain Touraine, Alberto Melucci, Claus Offe. Ao contrário das duas abordagens anteriores, ela é mais diversificada e sua tese central reside mais na negação do marxismo e na ênfase cultural do que em qualquer unidade de concepção a respeito dos movimentos sociais.
A teoria marxista tem como principais representantes Karl Marx, os historiadores ingleses (Erich Hobsbawm, George Rudé, Edward T. Thompson), Karl Jensen, Nildo Viana , entre outros.Como o marxismo é dividido e subvidivido em diversas correntes, há também diferenças internas nas abordagens dos movimentos sociais. Existe polêmicas a respeito do que são os movimentos sociais e, derivado disso, quais autores marxistas realmente abordaram tal fenômeno. Para alguns, o movimento operário, bem como o movimento sindical, seriam movimentos sociais e assim já seriam abordados desde Marx; para outros, os movimentos sociais se distinguem do movimento de classes sociais e, portanto, a análise marxista desse fenômeno é recente.